# 산파비안
산파비안(스페인어: San Fabián)은 칠레 비오비오주 뉴블레 현의 코무나이다.